# René Thévenet
Pour les articles homonymes, voir Thévenet.
René Thévenet est un producteur français de cinéma né le 5 mai 1926 à Oullins et mort le 19 février 1998 à Paris.

## Biographie
Après avoir collaboré à L'Écran français en 1948 et 1949, René Thévenet a commencé sa carrière de producteur dans les années 1950.
Fondateur en 1972 de l'Association française des producteurs de films, il en a assuré la présidence jusqu'en 1988. L'AFPF défend la production indépendante, en particulier les petites et moyennes productions .
Membre du jury du Festival de Cannes en 1982 .
Il est le frère de l'historien du cinéma Pierre Lherminier.
Il meurt le 19 février 1998 à Paris, à l'âge de 71 ans, et est inhumé au columbarium du cimetière du Père-Lachaise (division 87, case n° 9746).

## Filmographie partielle
- 1955 : Série noire de Pierre Foucaud
- 1956 : Treize à table d'André Hunebelle
- 1957 : Les Collégiennes d'André Hunebelle
- 1957 : Casino de Paris d'André Hunebelle
- 1957 : Mademoiselle Strip-tease de Pierre Foucaud
- 1958 : La Bonne Tisane de Hervé Bromberger
- 1959 : Péché de jeunesse de Louis Duchesne
- 1960 : Pantalaskas de Paul Paviot
- 1960 : Ça va être ta fête de Pierre Montazel
- 1960 : Les Héritiers, de Jean Laviron
- 1960 : Le Cercle vicieux  de Max Pécas
- 1961 : De quoi tu te mêles, Daniela ! de Max Pécas
- 1961 : Douce Violence de Max Pécas
- 1961 : Les filles sèment le vent de Louis Soulanes
- 1962 : Jusqu'à plus soif de Maurice Labro
- 1963 : La Mémoire courte d'Henri Torrent et Francine Premysler
- 1967 : Jeu de massacre d'Alain Jessua
- 1968 : Tu seras terriblement gentille de Dirk Sanders
- 1969 : Goto, l'île d'amour de Walerian Borowczyk
- 1970 : Dossier prostitution de Jean-Claude Roy
- 1970 : La Modification de Michel Worms
- 1971 : Les Coups pour rien de Pierre Lambert
- 1971 : Le Printemps de Marcel Hanoun
- 1973 : Le Sourire vertical de Robert Lapoujade
- 1976 : Chantons sous l'occupation d'André Halimi

## Publication
- Industrie et commerce du film en France, avec Jean Roux, Éditions scientifiques et juridiques, 1979